# Wiktor z Wity
Wiktor z Wity (zm. w VI wieku) – biskup Afryki. 
Urodził się po 429 roku w afrykańskiej prowincji Byzacena. Większość życia spędził w Kartaginie, gdzie doświadczył prześladowań ze strony Wandalów. Był świadkiem wygnania biskupa Quodvultdeusa, ucznia św. Augustyna z Hippony. Zmarł po 510 roku. 
Wiktor z Wity jest znany przede wszystkim z zachowanego dzieła historycznego pod tytułem Dzieje prześladowania Kościoła w Afryce przez Wandalów (ok. 480). Pismo to jest relacją naocznego świadka prześladowań Kościoła katolickiego przez królów wandalskich Genzeryka (428-477) i Huneryka (477-484). 